# Renault Twingo
O Renault Twingo é um modelo citadino de porte mini da Renault. Surgido em 1993, inicialmente foi concebido para apenas possuir um tipo de carroceria, uma versão e um motor. A carroceria é de 3 portas tipo monovolume (foi este modelo que impulsionou outras marcas a fazerem citadinos tipo monovolume). O nome Twingo é uma aglutinação das palavras twist, swing e tango. Projetado sob a direção de Patrick Le Quément, designer-chefe da Renault, carro derivou de uma série de conceitos desenvolvidos através do projeto W60, quando Gaston Juchet foi o designer-chefe da Renault.

## Primeira geração

### 1993 (Phase 1)
A versão inicial possuía apenas como opcional Ar Condicionado e o Teto Panorâmico, estando disponível em várias cores claras e alegres. Os seus bancos traseiros rebatiam e deitavam, o que juntamente com os da frente, tornavam-no numa cama ou talvez um furgão.
O seu motor era o confiável 1237 c.c. (1.2 litros-4 cil.) e 55cv. Contudo a boa receptividade do público e a necessidade de criar um Twingo à medida de cada um trouxeram vários pacotes de equipamento (Pack - Vidros eléctricos, fecho central de portas com telecomando, retrovisores eléctricos, etc). Foram também fabricadas várias séries limitadas com interiores e estofos relativos a cada série (Zoom, Spring, Kenzo, Alizé etc.) e normalmente equipados com o Pack, tendo algumas séries incluído airbag e ar condicionado (Kenzo).
Outra revolução do Renault Twingo foi a versão Easy em que a caixa de quatro velocidades era manual, mas com embreagem pilotada (dispensa o pedal de embreagem), é uma boa opção para quem necessita de um carro só com 2 pedais mas não quer uma caixa automática.
O Renault Twingo original foi lançado em abril de 1993, foi vendido nos mercados Europeus de mão esquerda até agosto de 2007 e recebeu reestilização em 1998, 2000 e 2004. Ele nunca foi vendido em mercados de mão direita (Inglaterra).

### Carro do Ano em Espanha
O Renault Twingo em 1994 ganhou o carro do ano espanhol, mas houve um empate com o Citroen Xantia. Ainda assim o Renault Twingo ganhou o Carro do Ano em Espanha de 1994.

### Facelift de 1996 (Phase 2)
Em 1996 a motorização foi renovada pelo novo motor D7F com 1149c.c. de 60cv. Surgiram também novos interiores e passaram a ter uma 3ª luz de stop na tampa da mala. Com este novo motor o Twingo tornou-se mais económico e mais potente e reforçou os argumentos perante as novas ameaças do mercado (Ford Ka, Lancia Y). Porém, o Twingo conseguiu sempre manter-se na liderança associado a preços competitivos, conforto e qualidade de construção.

### Facelift de 1998 (Phase 3)
No final de 1998 um reestyling trouxe-lhe novos faróis e para-choques. O interior também foi totalmente renovado: novos bancos e tabliê, passou a incluir duplo Airbag de série e Airbags laterais como opção. Foi adicionado à lista de opcionais a possibilidade do teto panorâmico de vidro. Foi chamado de Twingo 2.
Surgiu a versão Initiale Paris, com o interior em tons de bege, bancos em pele, volante em pele, Rádio CD com comando satélite, Ar condicionado, Direcção assistida, pintura metalizada exclusiva, jantes especiais e faróis de nevoeiro.

### Facelift de 2001 (Phase 4)
O ano de 2001 trouxe novidades ao pequeno Renault: O novo motor 1149 c.c. com cabeça 16v passava a contar com 2 motores com 60cv e 75cv. Os faróis também foram substituídos por faróis de vidro liso, vieram novas cores e interiores que têm ajudado o Twingo a manter-se muito atual 13 anos depois.

### 2002
Em 2002 o Renault Twingo parou de ser produzido no Uruguai, sendo no mesmo ano parado de ser importado para o Brasil. Revisões adicionais seguiram em setembro de 2002, incluindo novos acabamentos interiores e capas de roda.

### Facelift de 2004 (Phase 5)
No ano de 2004, quando a Renault começou a notar as vendas do Renault Twingo a decair, a Renault decidiu fazer um facelift ao Renault Twingo. As maiores mudanças eram onde estaria a fechadura da chave da mala, apareceria o logotipo da Renault.

### 2007–2012
A produção da primeira geração do Renault Twingo foi interrompida em 2007, em França, mas isso foi na Colômbia do primeira modelo para meados de 2012. No total, são mais de 2,6 milhões de Renault Twingos.

#### Interior do Renault Twingo 1
O interior do veículo pode ser redesenhado de forma flexível em alguns passos simples. O banco traseiro pode ser movido em três fases na sua posição e ambos dobrados completamente para a frente, assim como apenas virados para trás. Os dois assentos dianteiros são móveis em um trilho na direção do deslocamento e ajustáveis no ângulo do assento. Se você remover os encostos de cabeça, você pode dobrar o encosto completamente para trás e ficar nivelado com o banco traseiro também dobrado para trás, uma superfície de dois metros de comprimento. O painel de instrumentos eletrônico do Twingo I, montado centralmente, tinha um velocímetro, medidor de combustível, relógio, odômetro e registrador de viagem controlado por um botão localizado no caule. Uma faixa de luzes de aviso estava localizada atrás do volante. O banco traseiro apresentava um mecanismo deslizante, para permitir maior espaço na bagageira ou espaço para as pernas no banco traseiro. A prateleira do porta-malas estava presa ao interior da porta da bagageira e levantada com a porta da bagageira — ou poderia recuar contra a janela traseira quando não fosse necessária.

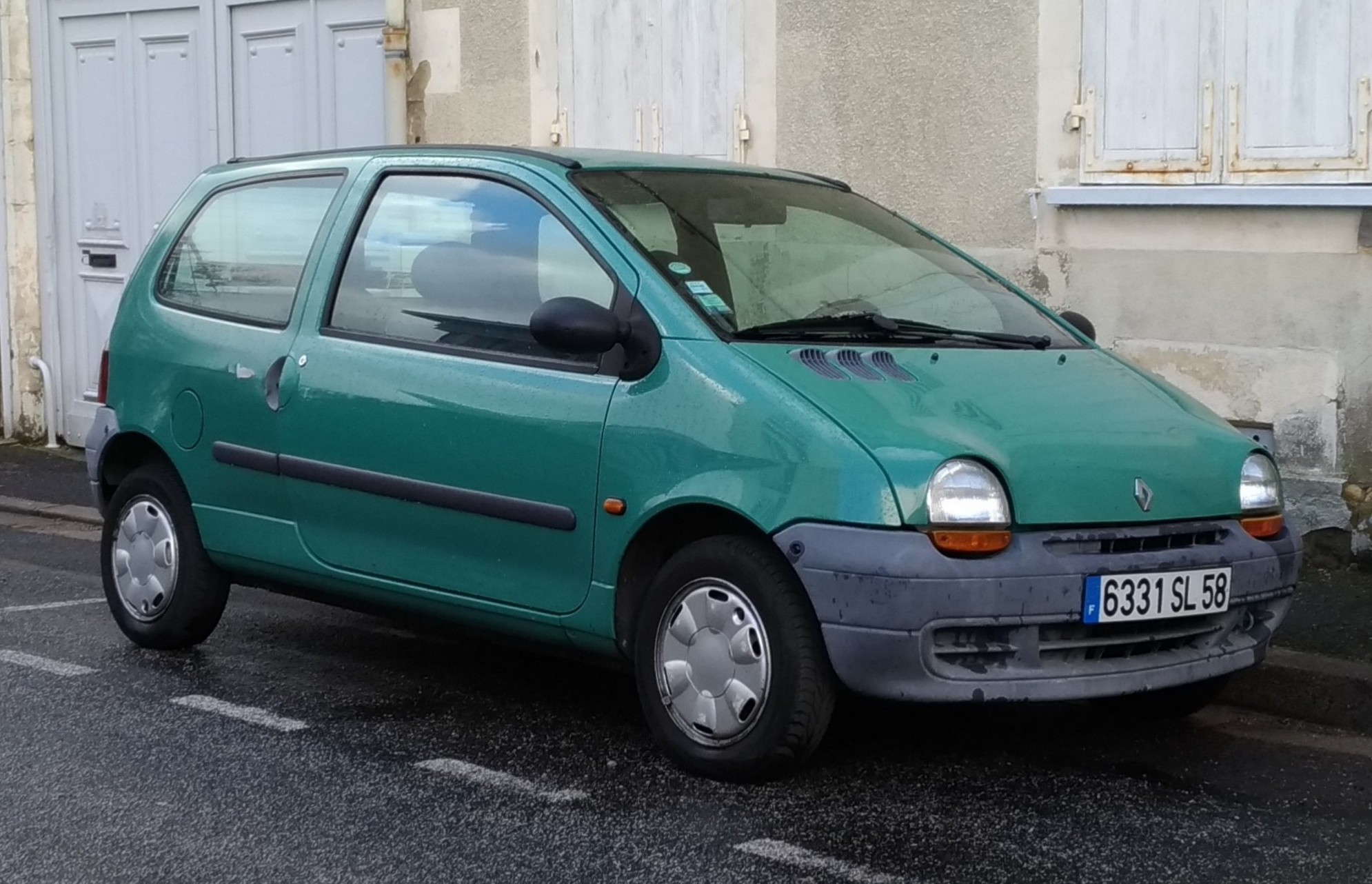
Twingo (1993-1998)
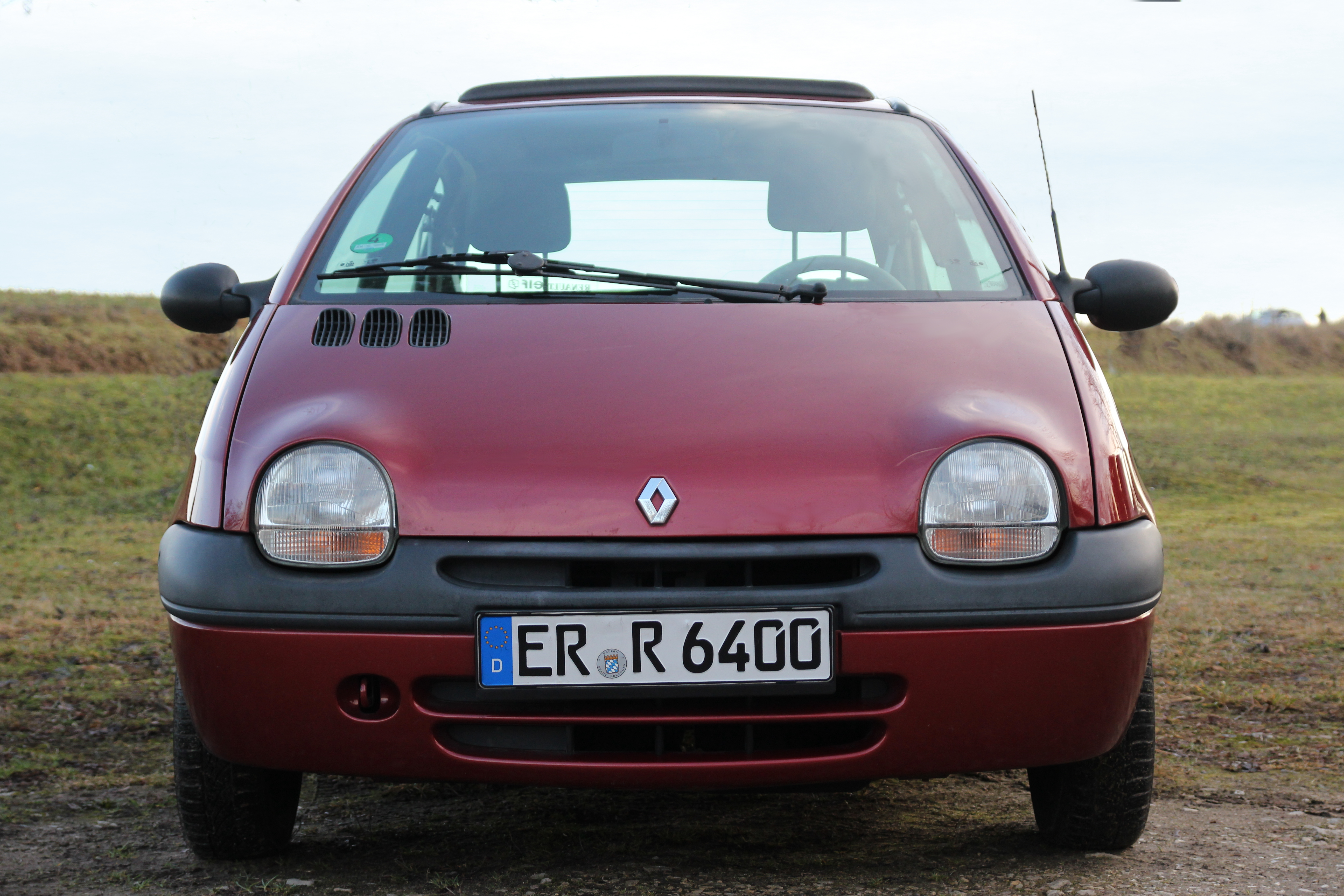
Twingo (1998-2000) (Primeiro facelift)
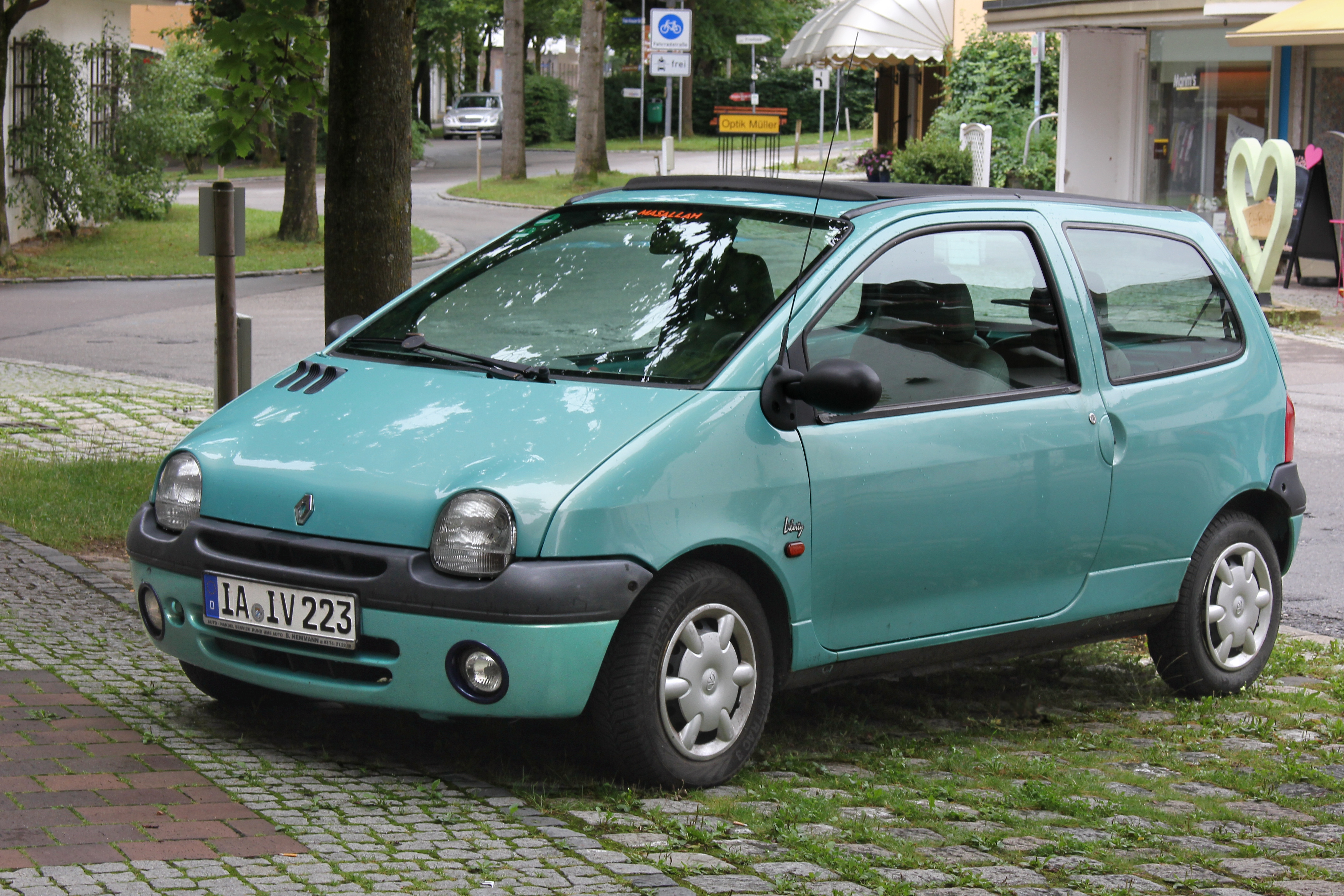
Twingo (2000-2004) (2000-2002 Brasil) (Segundo Facelift)
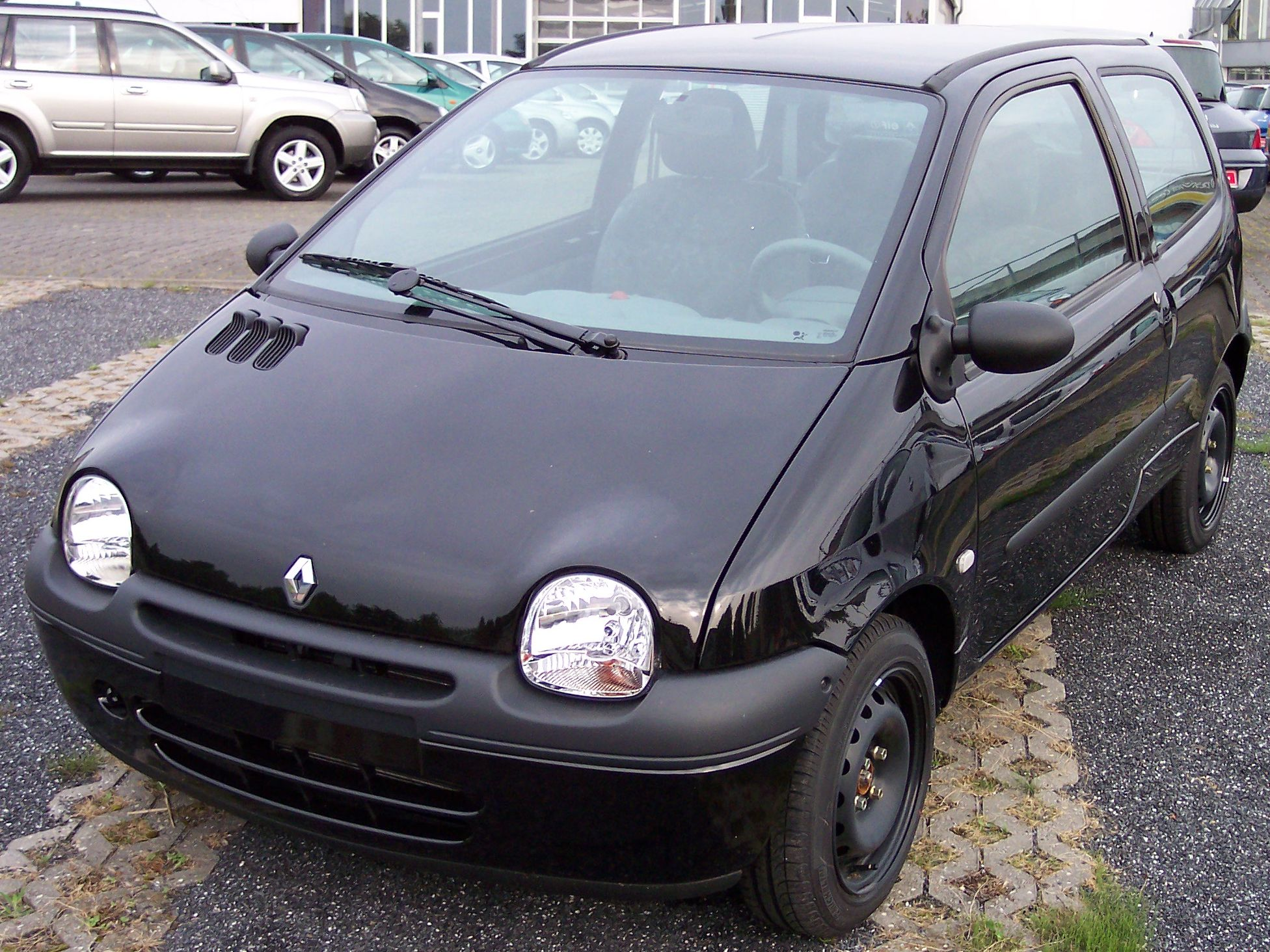
Twingo (2004-2012) (Terceiro facelift)
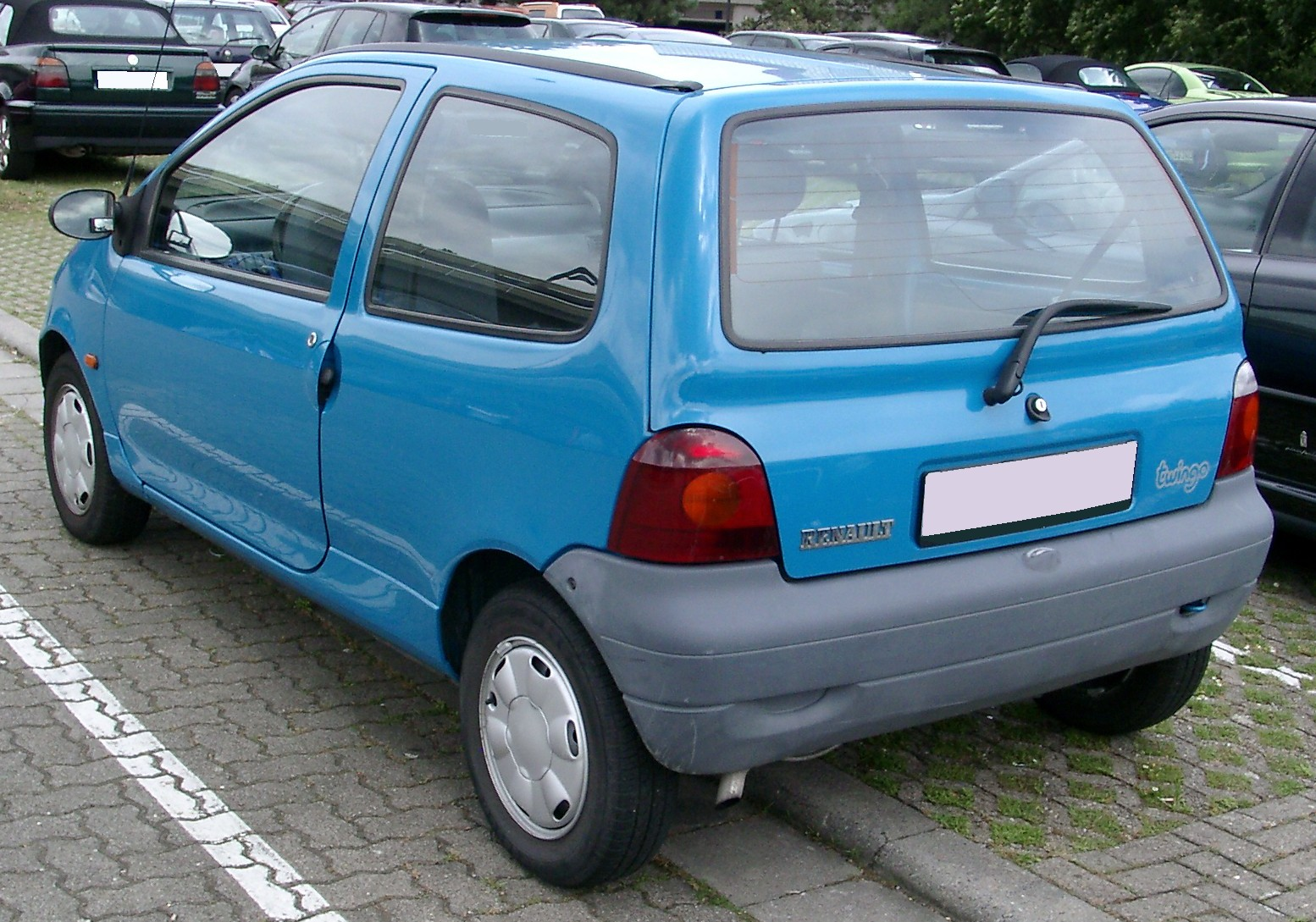
Traseira do Twingo 1993 - 1998
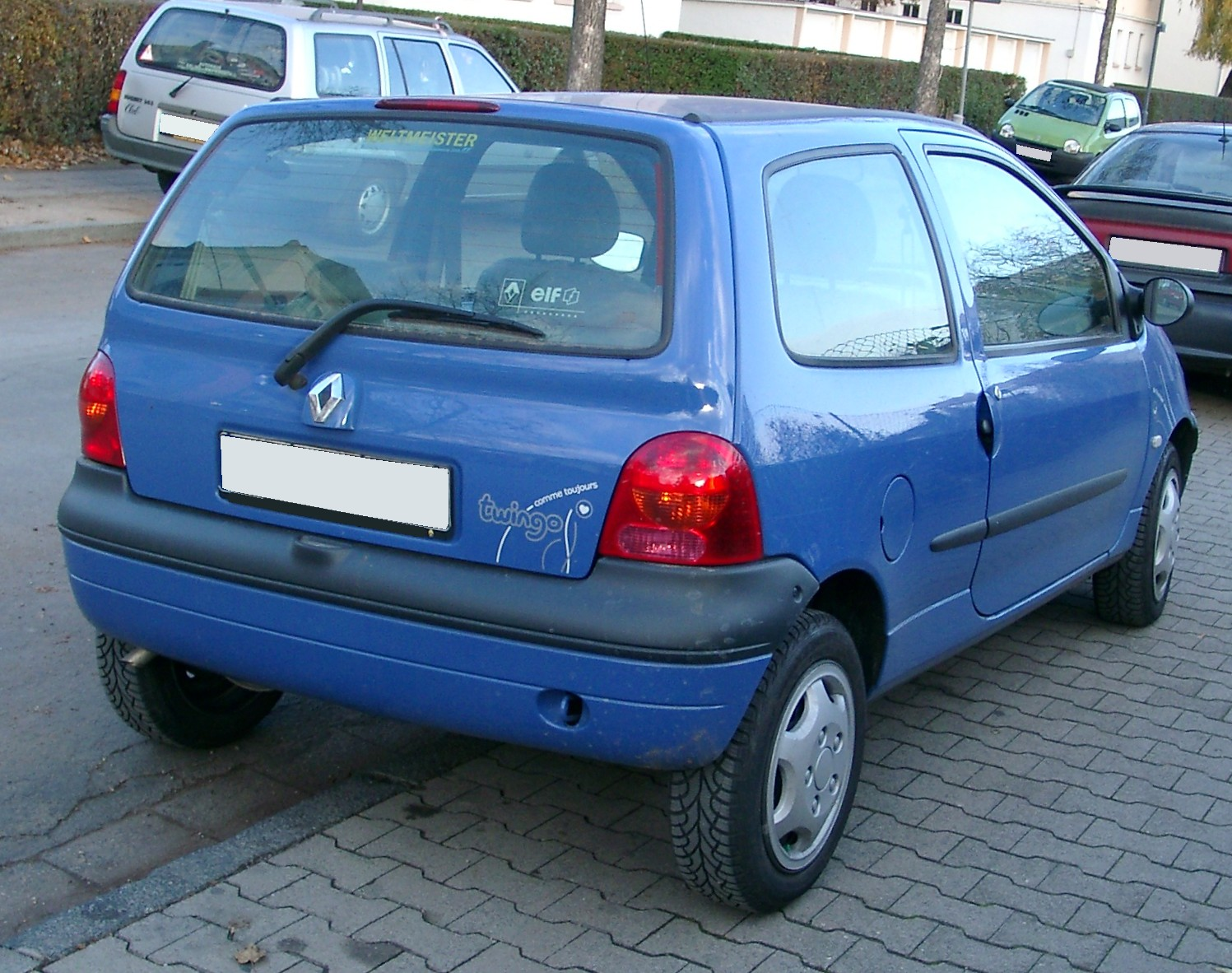
Traseira do Twingo 2004 - 2012
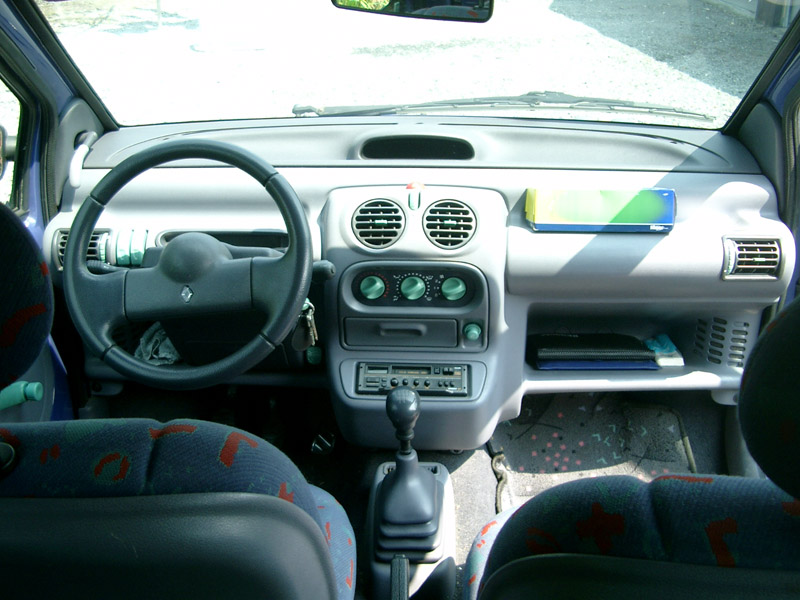
Interior do Twingo de 1993 até 1998
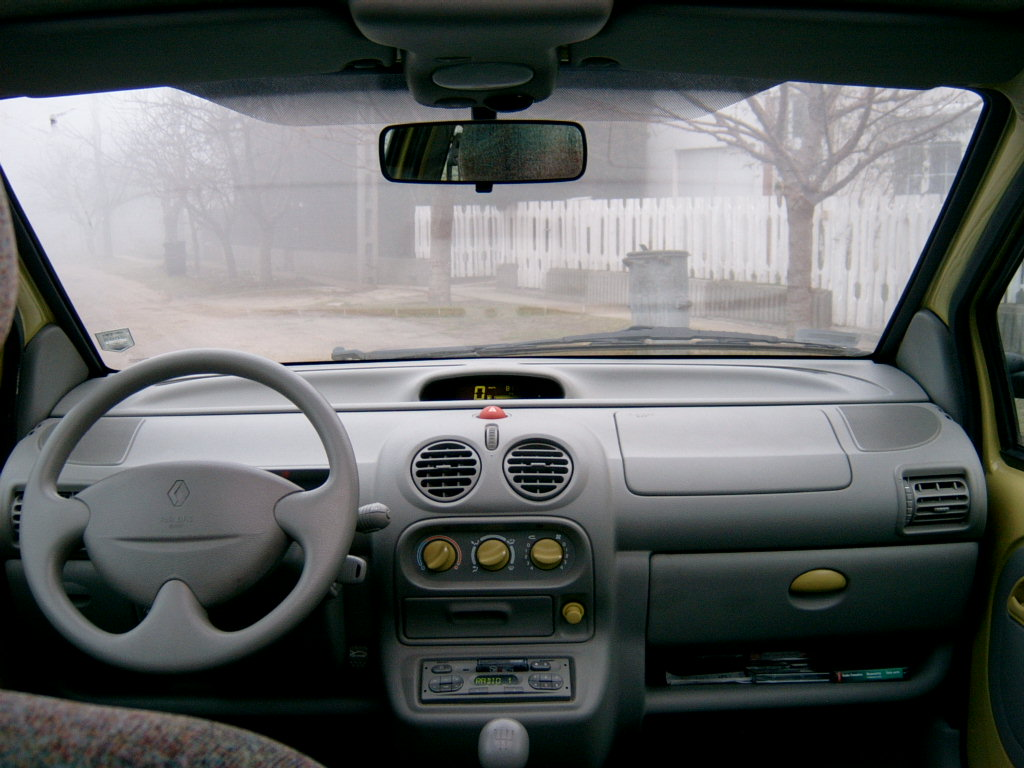
Interior do Twingo de 1998 até 2012

## Segunda geração
Desde a primeira metade dos anos 2000 as vendas têm decaído, fazendo com que a Renault decida que seria o momento certo para lançar o novo Renault Twingo, mas com um visual completamente renovado. A produção do anterior modelo foi terminada em 2007, sendo esperado o novo modelo: Renault Twingo II, em meados de 2007.
Na Série 14, Episódio 4 de Top Gear , o apresentador Jeremy Clarkson testou o Twingo 133 nas ruas de Belfast e o barril rolou de cabeça para baixo através de um túnel de esgoto. Depois de inúmeros acidentes, ele correu para pegar uma balsa que partia, em vez de pousar no oceano.
Em 16 de março de 2011, o Renault Twingo ganhou o "prêmio de melhor carro citadino" no New Car Awards da Parkers.

O Renault Twingo II iria acabar em 2014 com o novo Renault Twingo III.
Lista de Renault Twingo II:

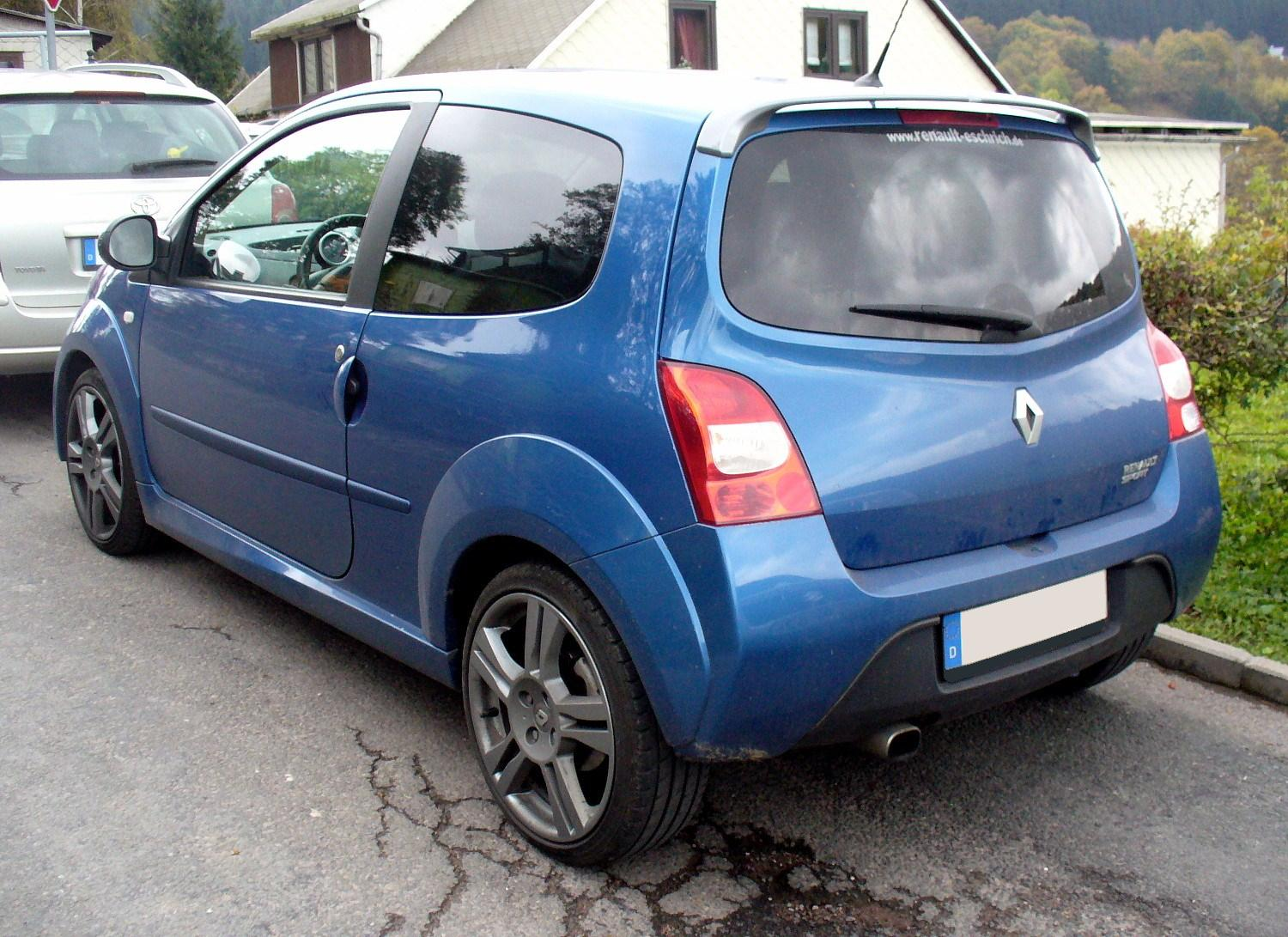
Traseira do Twingo 2008 (pré-facelift)
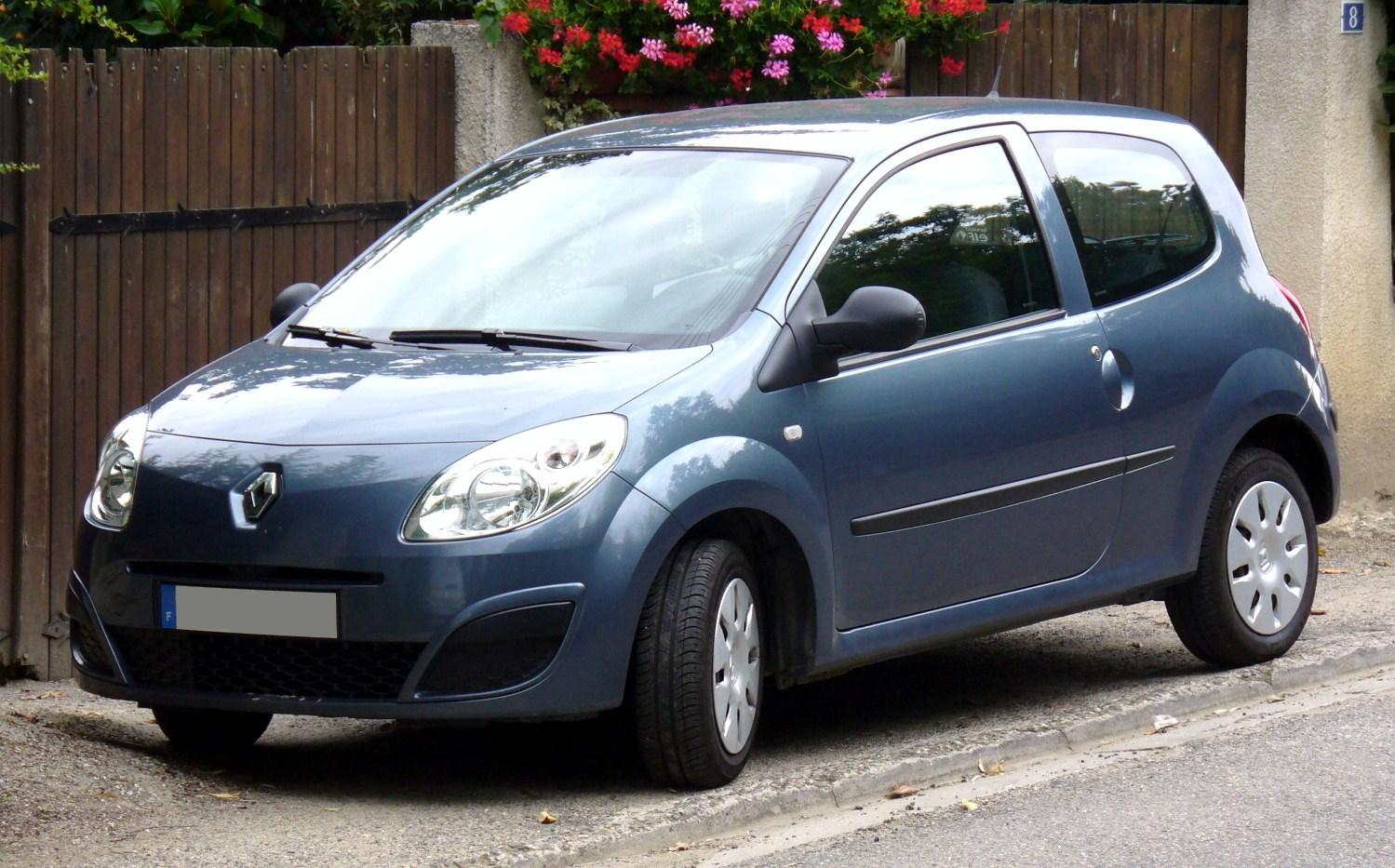
Twingo 2008 (pré-facelift)
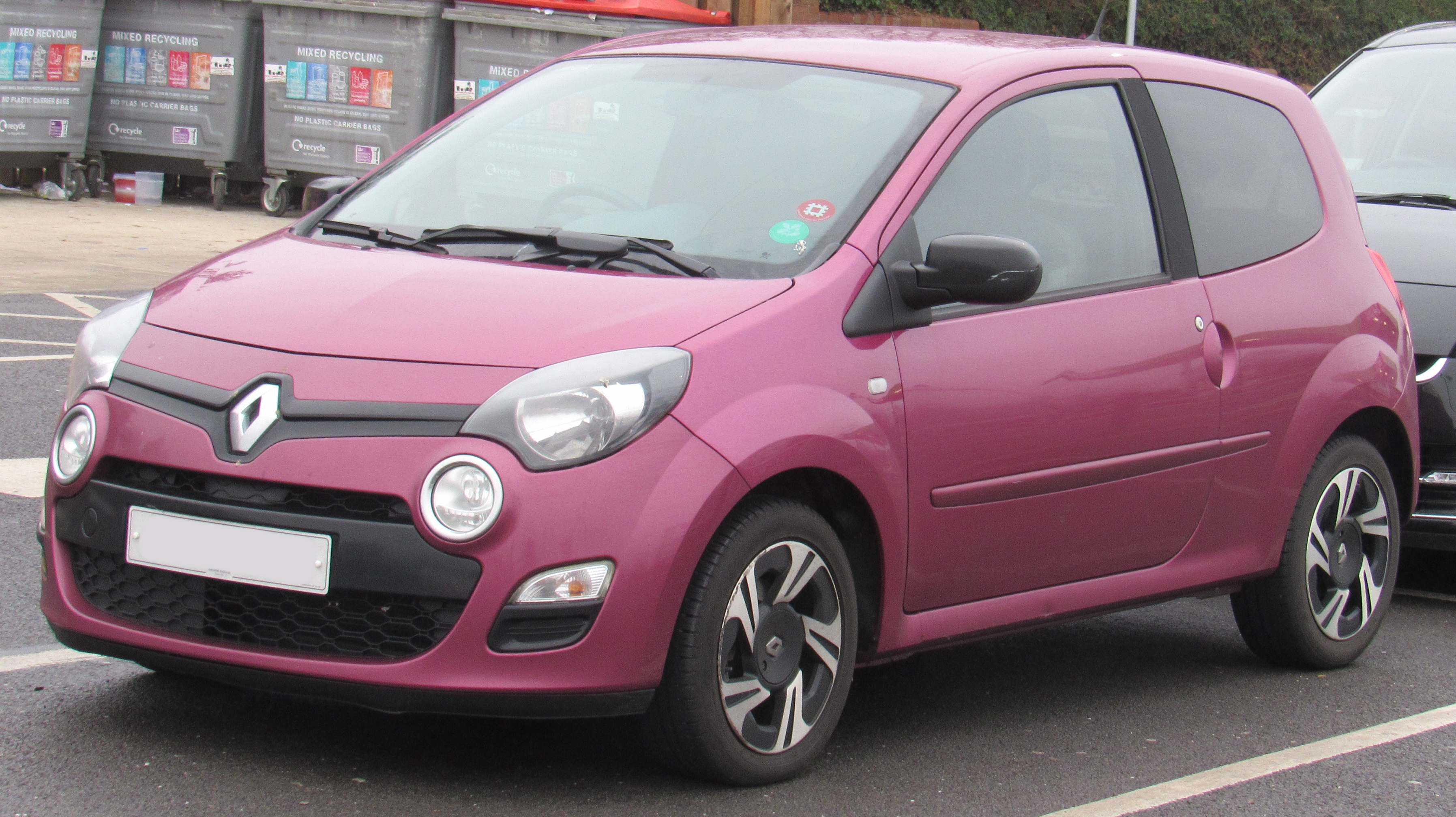
Twingo 2012 (facelift)
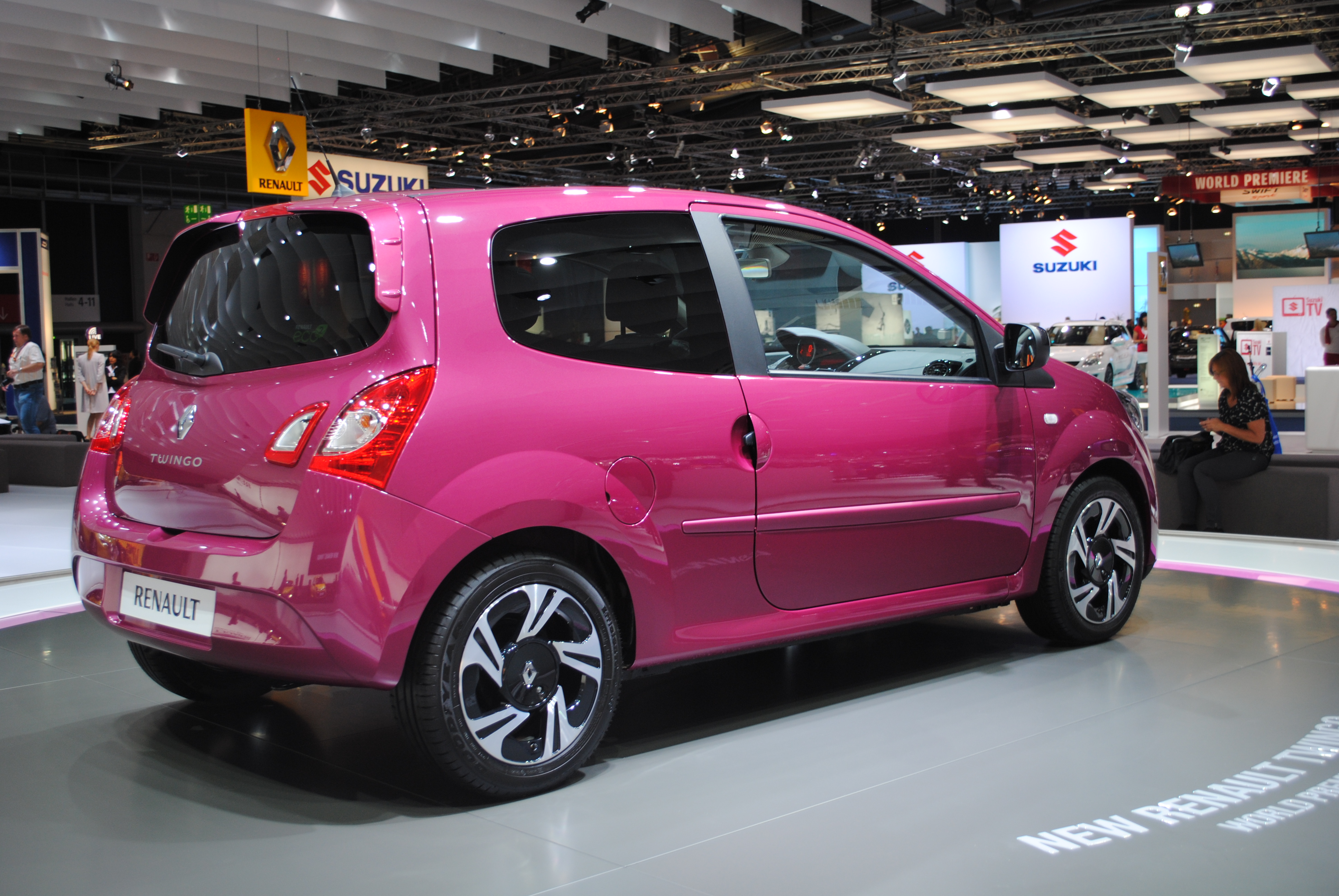
Traseira do Twingo 2012 (facelift)
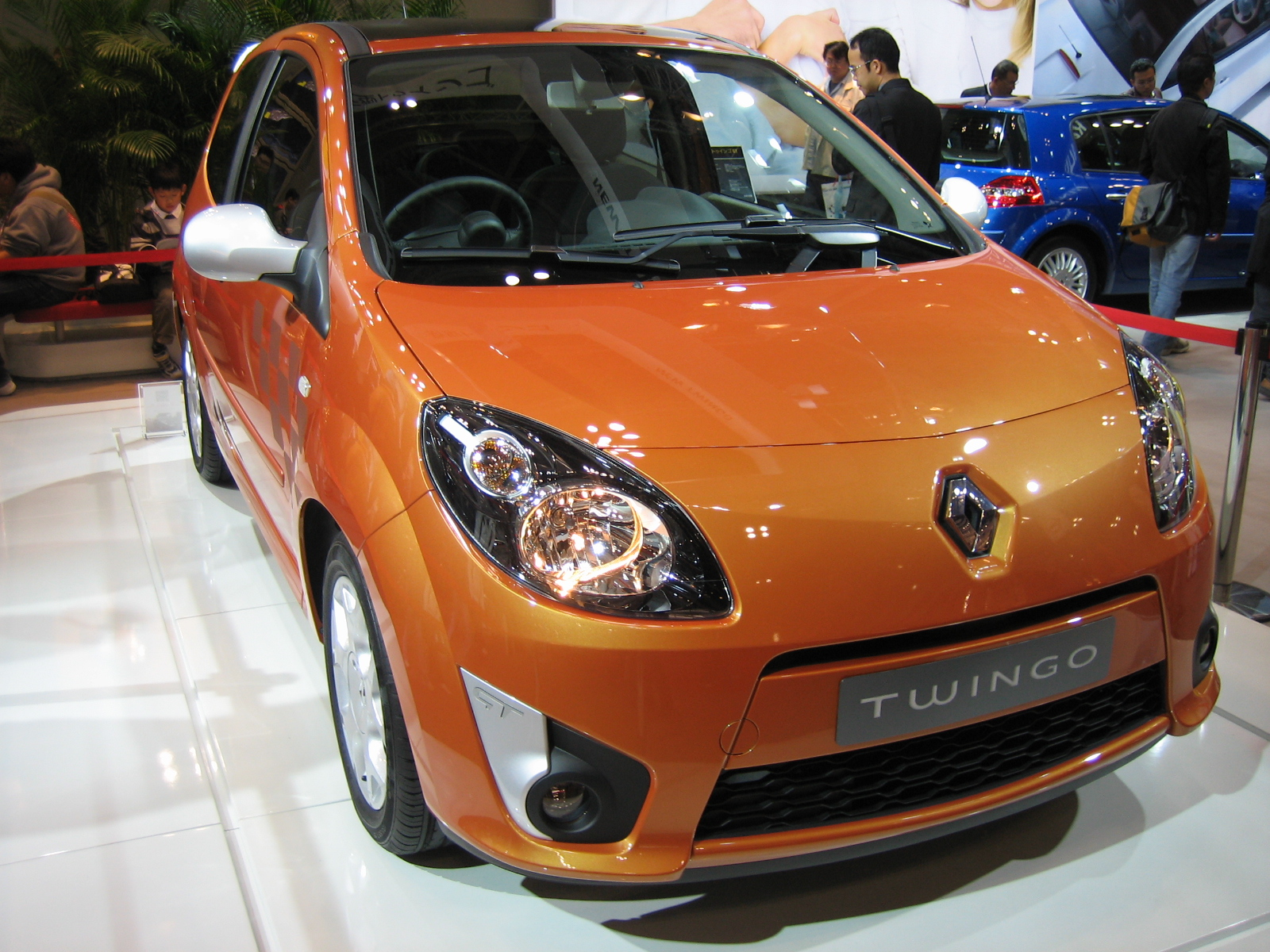
Frente de um Renault Twingo II (pré-facelift)
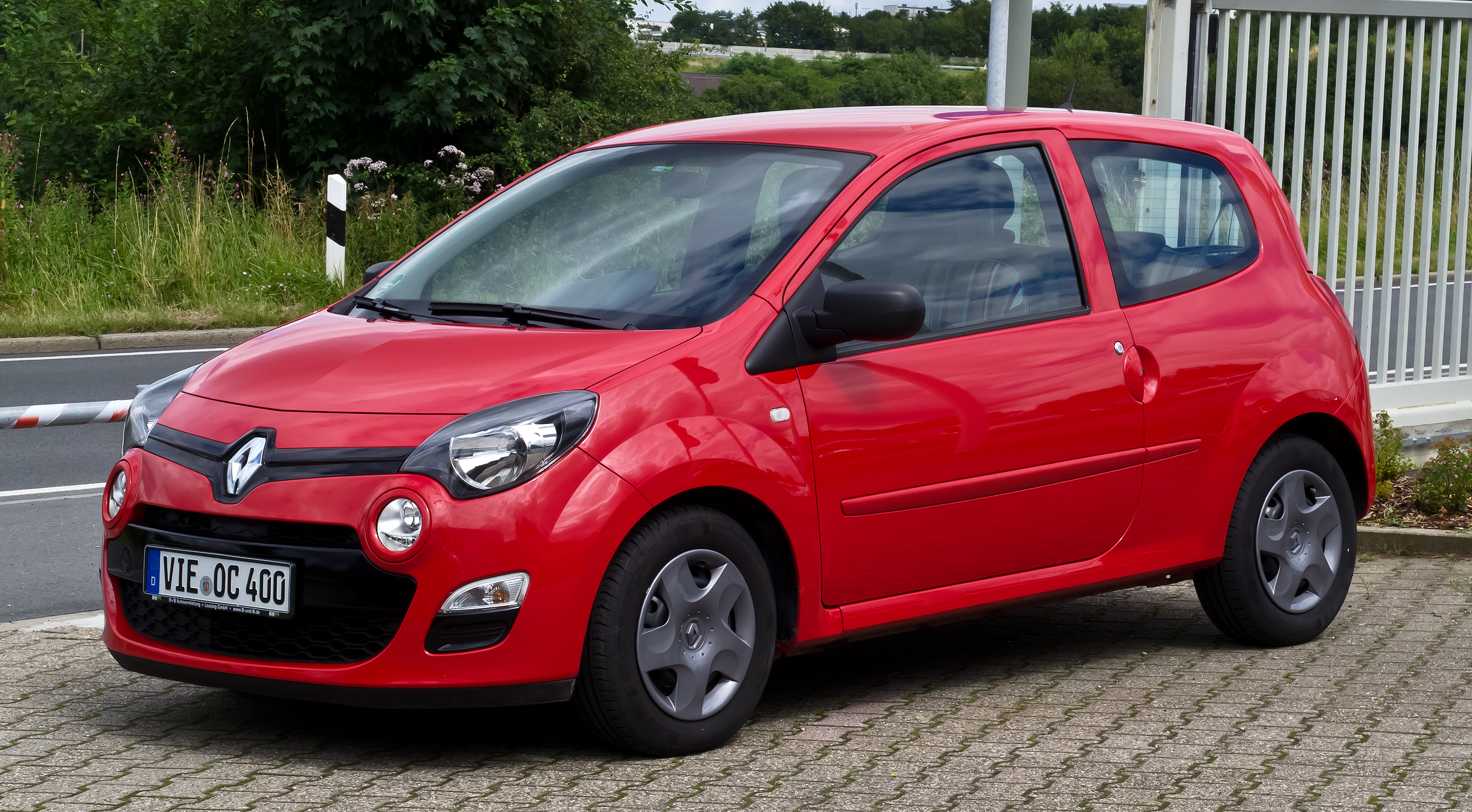
Frente e lateral de um Twingo 2011 (facelift)

## Terceira geração
Em 2014 foi lançada uma nova geração deste modelo, que foi feita em parceria com a Daimler AG, e que por isso partilha a mesma base e alguns componentes com o também novo Smart Forfour. O novo Renault Twingo é inspirado no Renault 5, sendo por isso bastante diferente da geração anterior. Este é também o primeiro Renault Twingo com 5 portas.

Galeria: Renault Twingo pré facelift.
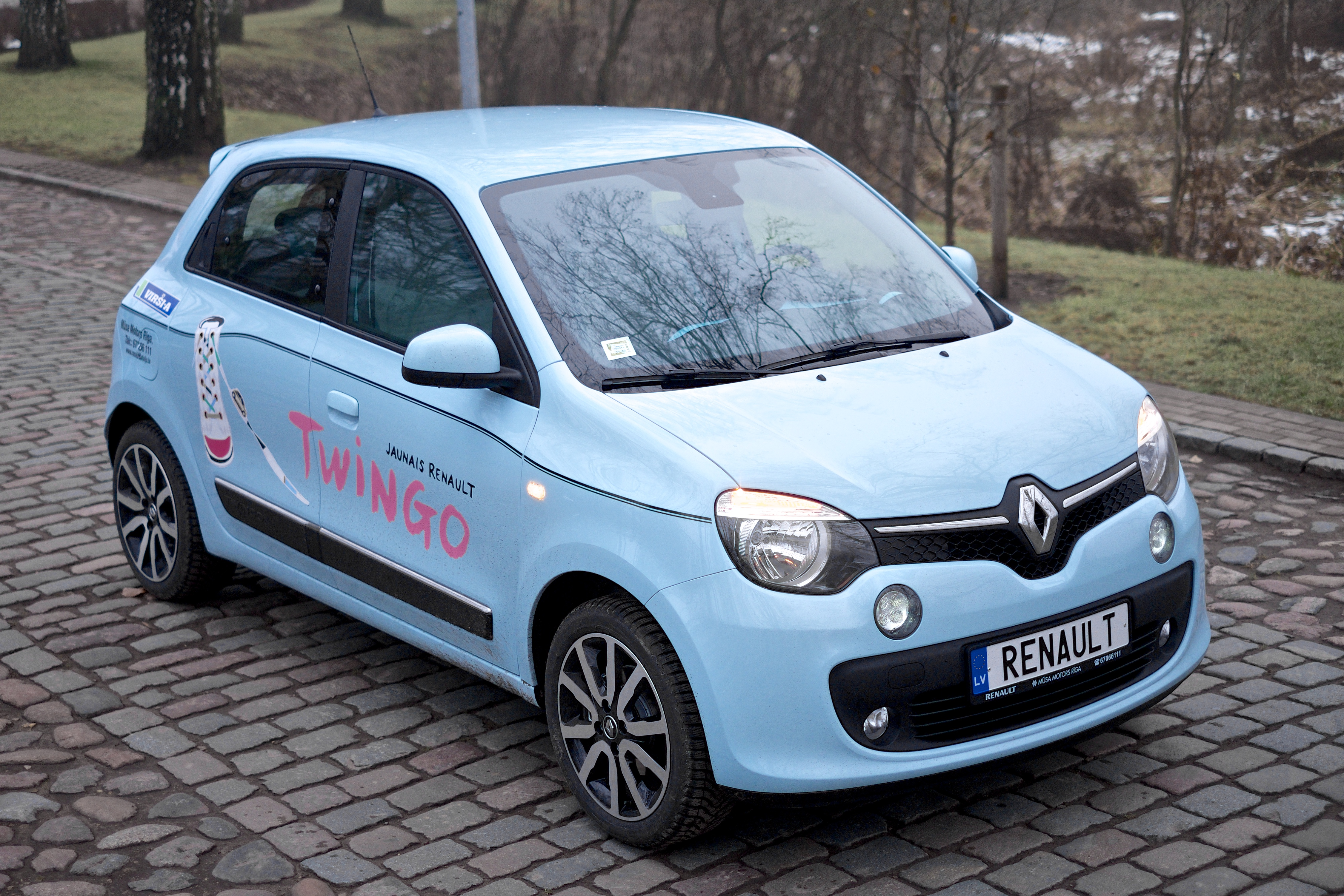
Fronteira e lateral de um Renault Twingo 2013 publicitário (pré-facelift)
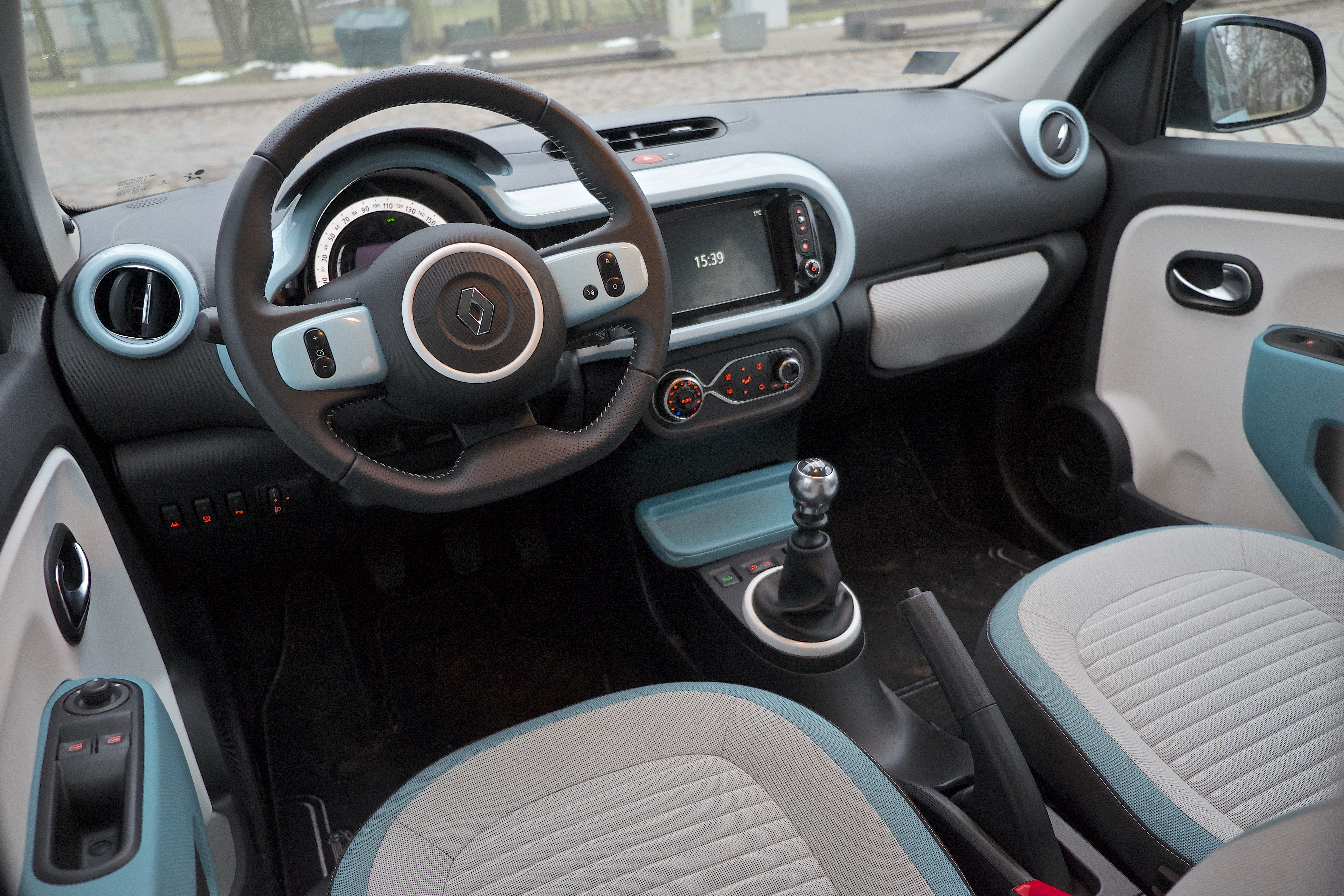
Interior de um Renault Twingo 2013 (pré facelift)
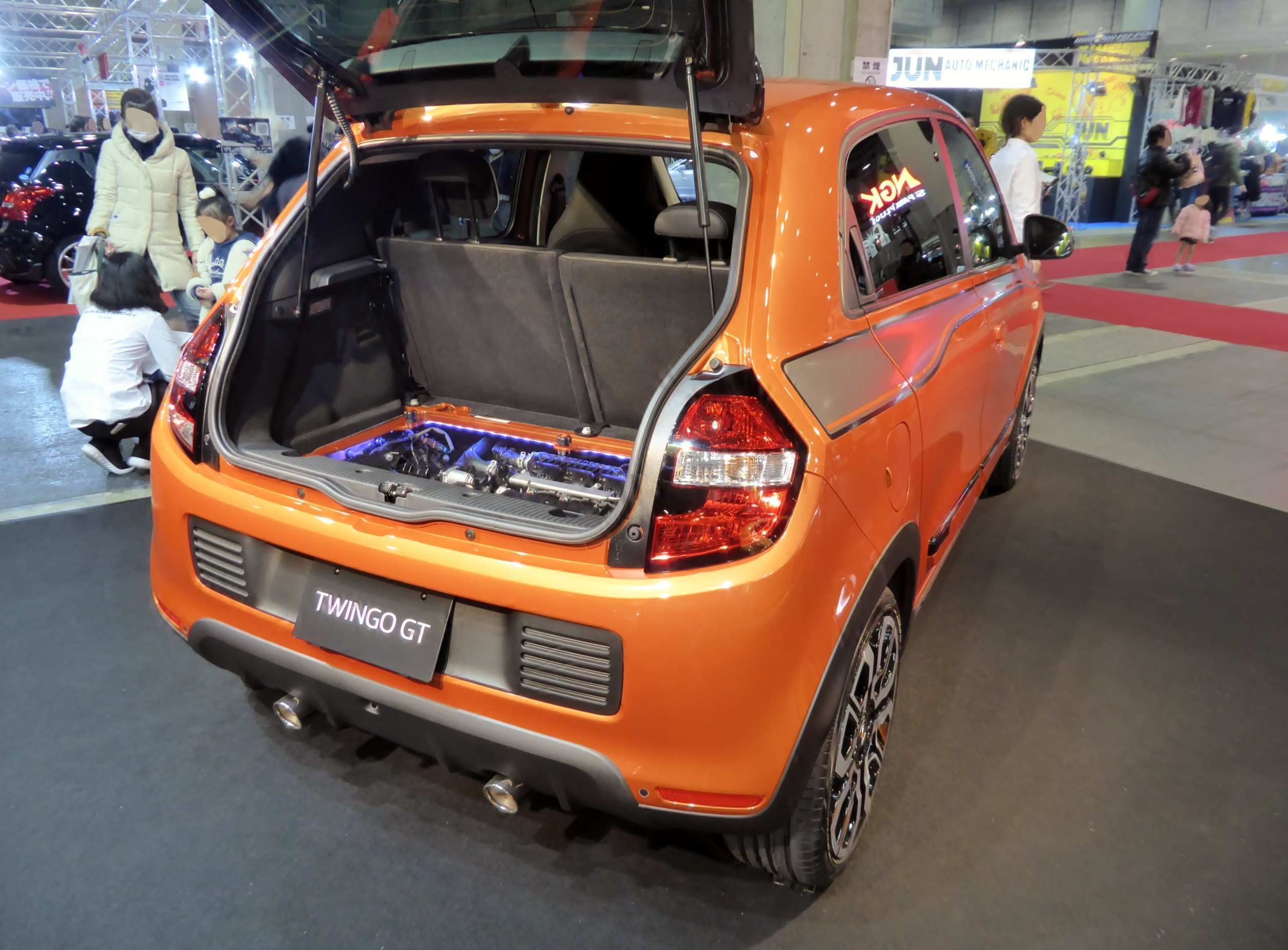
Traseira de um Renault Twingo 2014 (pré-facelift)
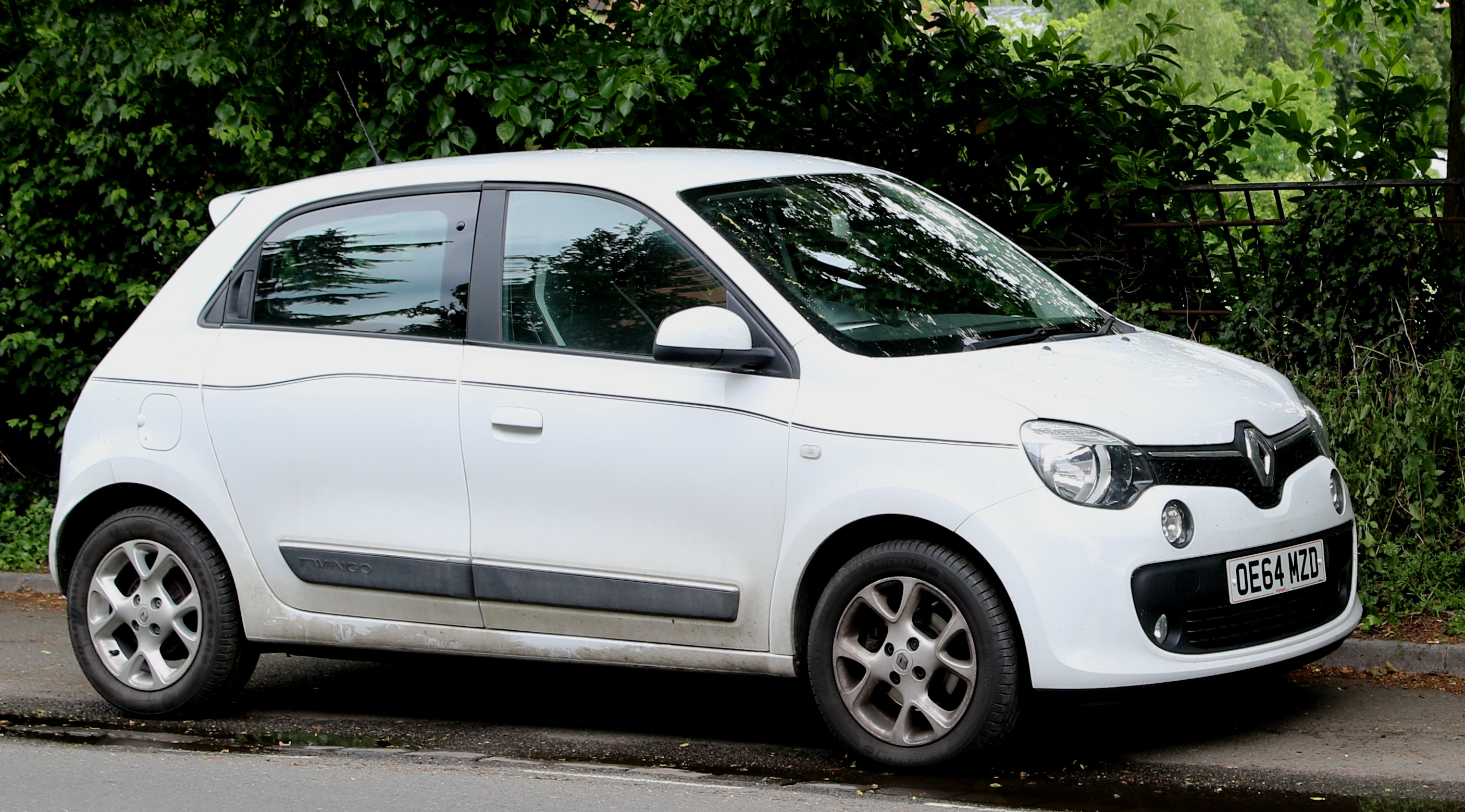
Renault Twingo de 2014 (pré-facelift)
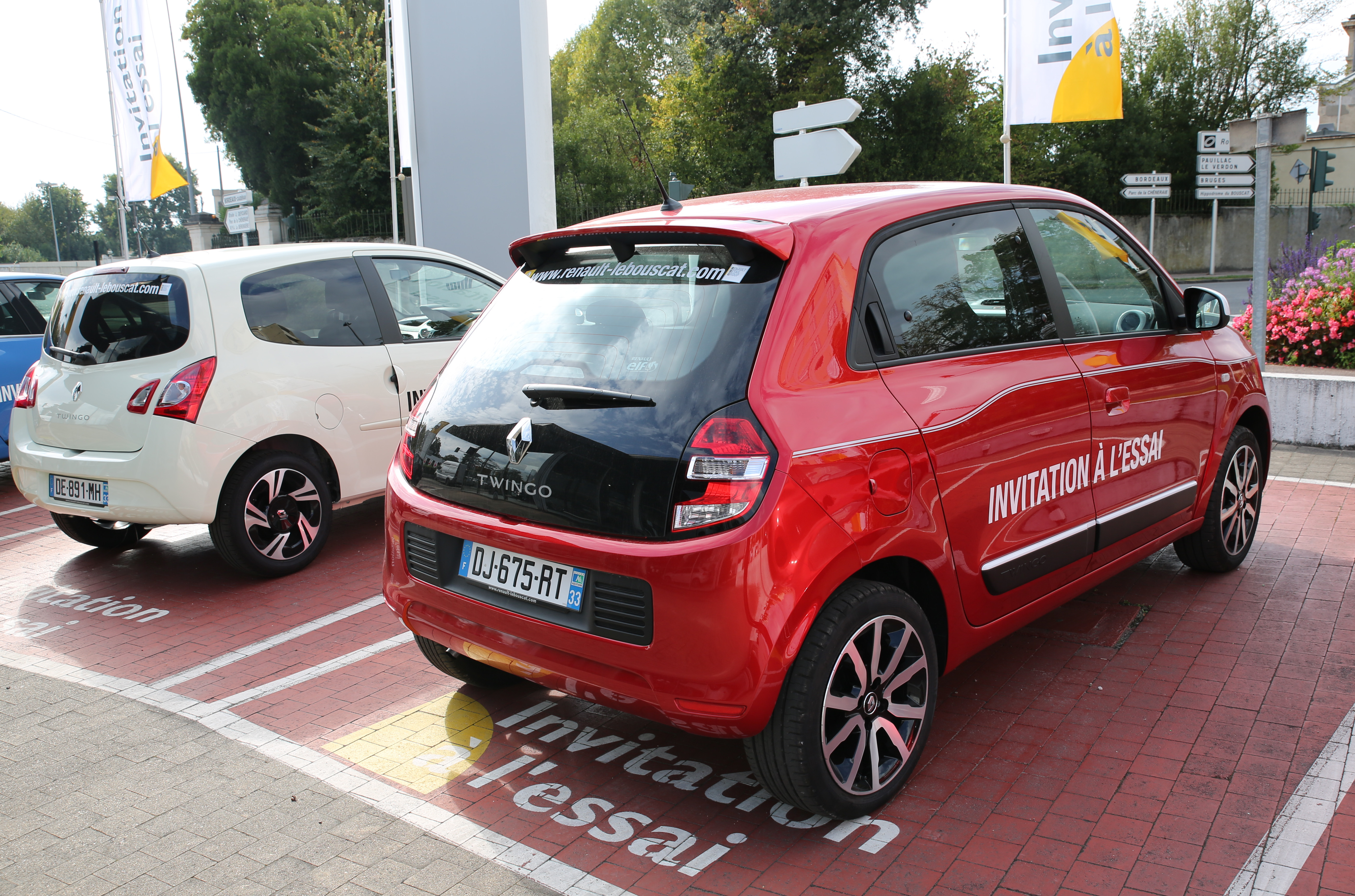
Traseira do Renault Twingo 2014 (pré-facelift)
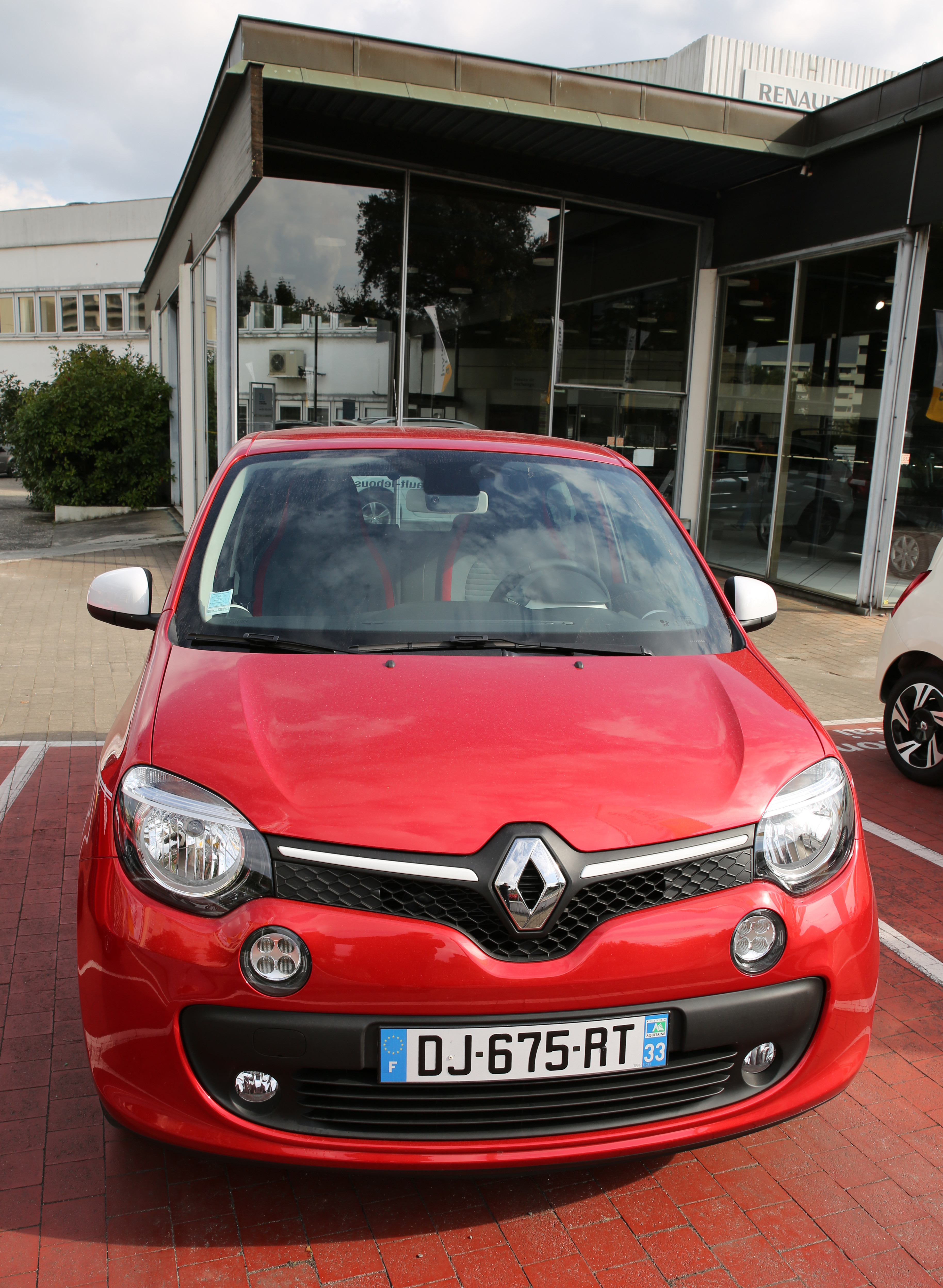
Parte frontal de um Renault Twingo 2013 (pré-facelift)

### 2019
Em 2019 foi lançada como modelo 2020 o primeiro facelift da terceira geração do Twingo com leves alterações, disponível em 3 versões (Zen, Life e Intense.) Fora isso, o Renault Twingo 2020 recebe novos para-choques, sendo que o dianteiro adota entradas de ar laterais, grade menor e faróis de neblina mais baixos. Os faróis adotam luzes diurnas em LED envolventes. A grade superior adotou elementos visuais diferenciados. Neste facelift houve minuscúlas diferenças entre o pré-facelift anterior do Twingo.

### Twingo Elétrico (Z.E)[2]
Em finais de 2020, surgiu uma versão do Renault Twingo elétrica.
Na Renault, o novo Twingo é encarado como “o companheiro de cidade perfeito”, algo que na sua versão elétrica ganha ainda mais sentido. Com apenas 3,6 metros de comprimento e espaço a bordo que pode acomodar objetos com um comprimento de 2310 mm com o rebatimento dos bancos traseiros e do passageiro dianteiro, o Twingo faz gala da sua versatilidade num conjunto reduzido, a que se juntam ainda os 240 litros de bagageira. Outro dos seus atributos é o ângulo da viragem das rodas dianteiras de 45º e o raio de viragem de 4,30 metros, o que lhe permite fazer manobras entre passeios com veleidade.
Mas, é no capítulo da motorização que a marca faz uma afirmação radical: “com o elétrico muda tudo… E nada, ao mesmo tempo”. Na prática, o Twingo continua a ser um veículo citadino, mas agora mais focado nessa sua missão, dispondo de um motor elétrico de 82 CV (60 kW) de potência e 160 Nm de binário, denominado R80, produzido pela Renault em Cleon, nos arredores de Paris.
Sem retirar o lugar a nenhum dos atuais modelos à venda, esta versão do Twingo vem enriquecer a gama, complementando as variantes a gasolina. Assim, dispõe da mesma plataforma e arquitetura, mas acomodando agora também uma bateria de iões de lítio de 22 kWh (fornecida pela LG Chem) refrigerada a líquido, integrada no carro, sem impacto na funcionalidade e no espaço interior. O motor é derivado daquele encontrado no novo ZOE, mas com diferenças.
Podendo acelerar dos zero aos 60 km/h em 4,2 segundos, o novo Twingo Z.E. atinge os 135 km/h de velocidade máxima e diferencia-se ainda pelos três modos de regeneração (B), que atuam na intensidade de recuperação de energia decorrente das fases de travagem ou desaceleração. Com utilização do modo ‘ECO’ que permite gestão energética mais eficiente, este elétrico apresenta uma autonomia combinada de 180 quilómetros ou de 250 quilómetros em condução de citadino, em ambos os casos já no ciclo WLTP.

Recorrendo ao já conhecido carregador ‘Camaleão’, a marca propõe carregamento dos 2.4 kW até aos 22 kW (na rede pública), havendo ainda possibilidade de carregar a 3,7 kW ou a 7.4 kW, neste caso com recurso a uma ‘wallbox’. Graças ao ‘Camaleão’, pode recuperar cerca de 80 quilómetros em apenas 30 minutos.
Twingos pós facelifts.

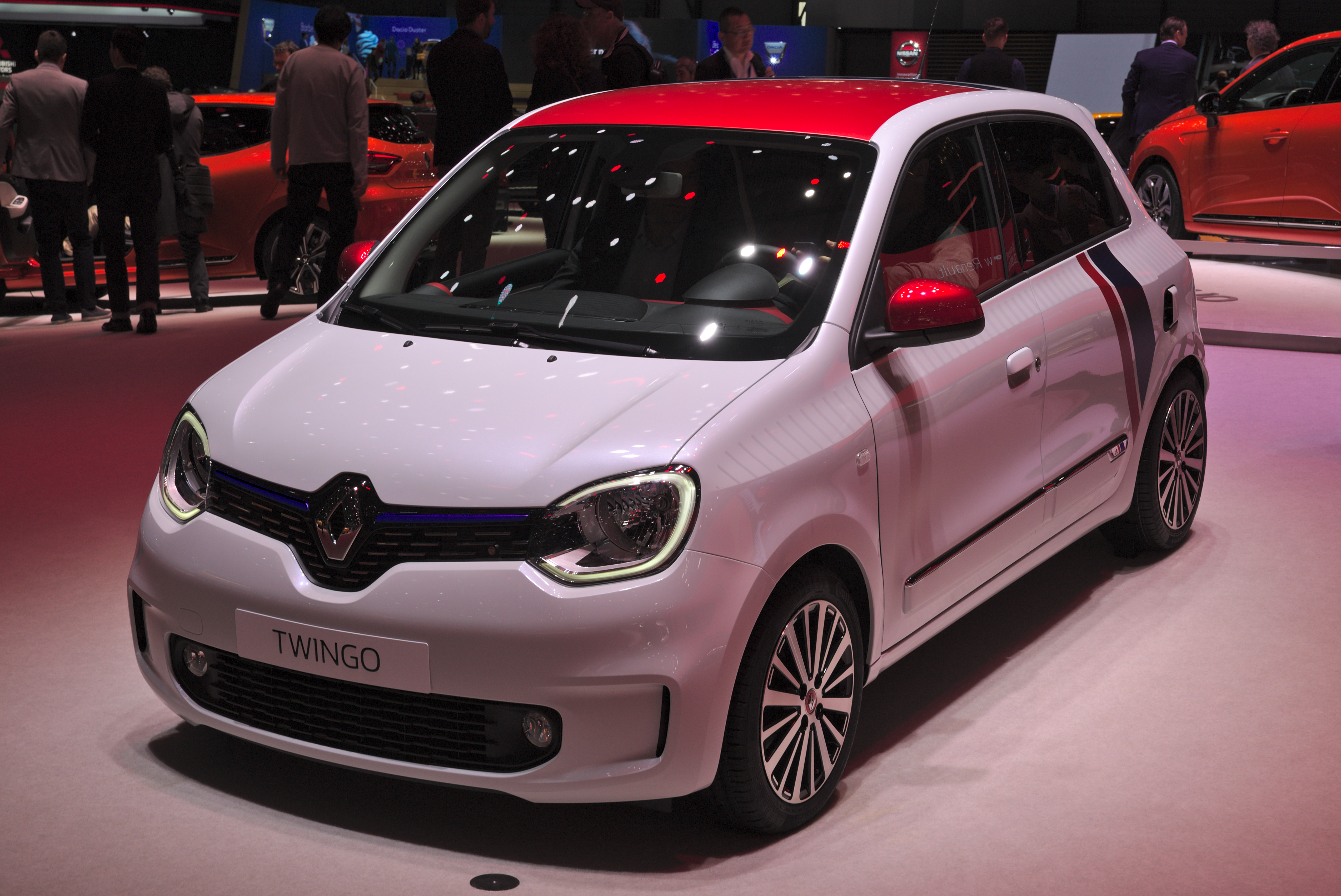
Frente do Renault Twingo 2019 (facelift)
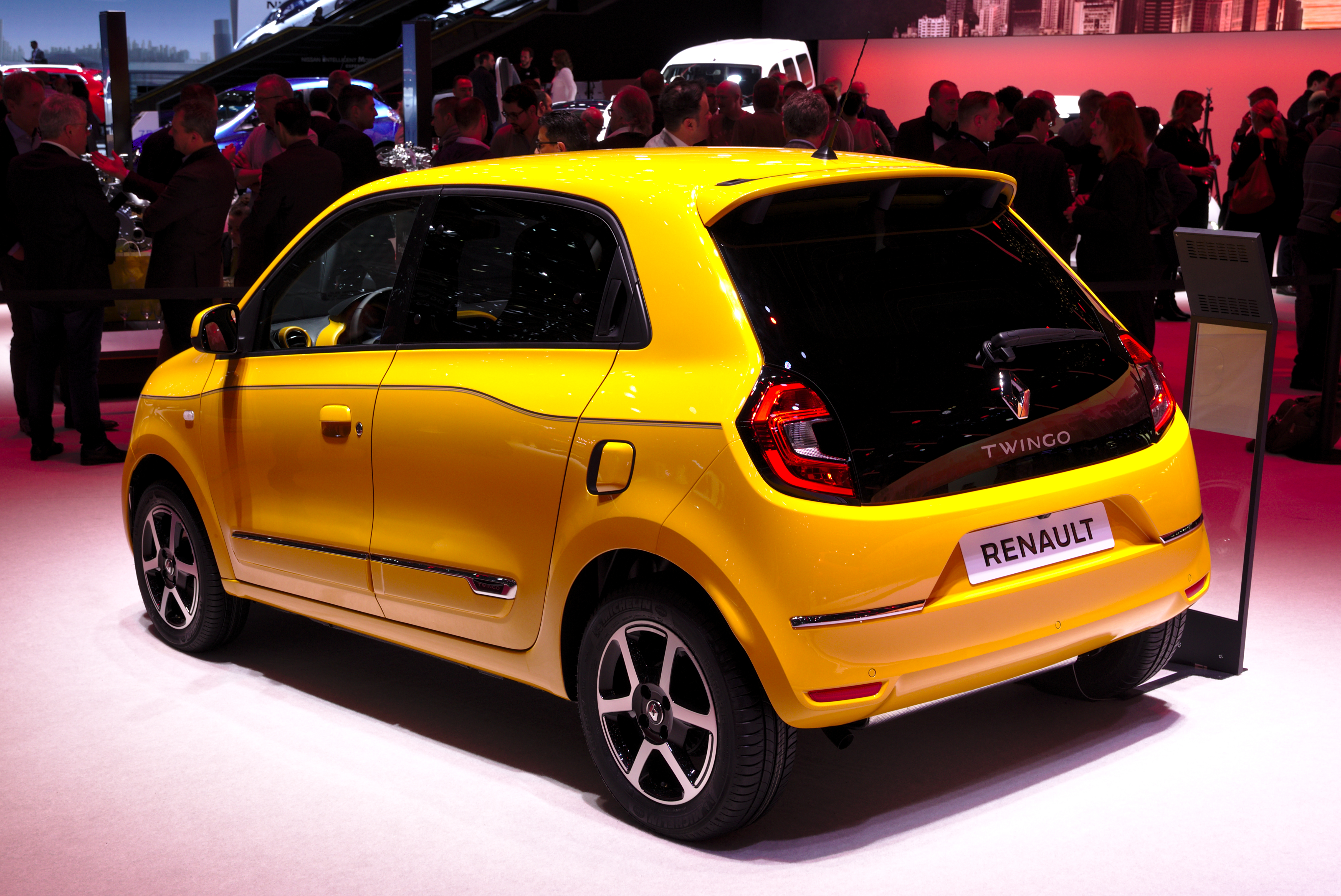
Traseira do Renault Twingo 2019 (facelift)
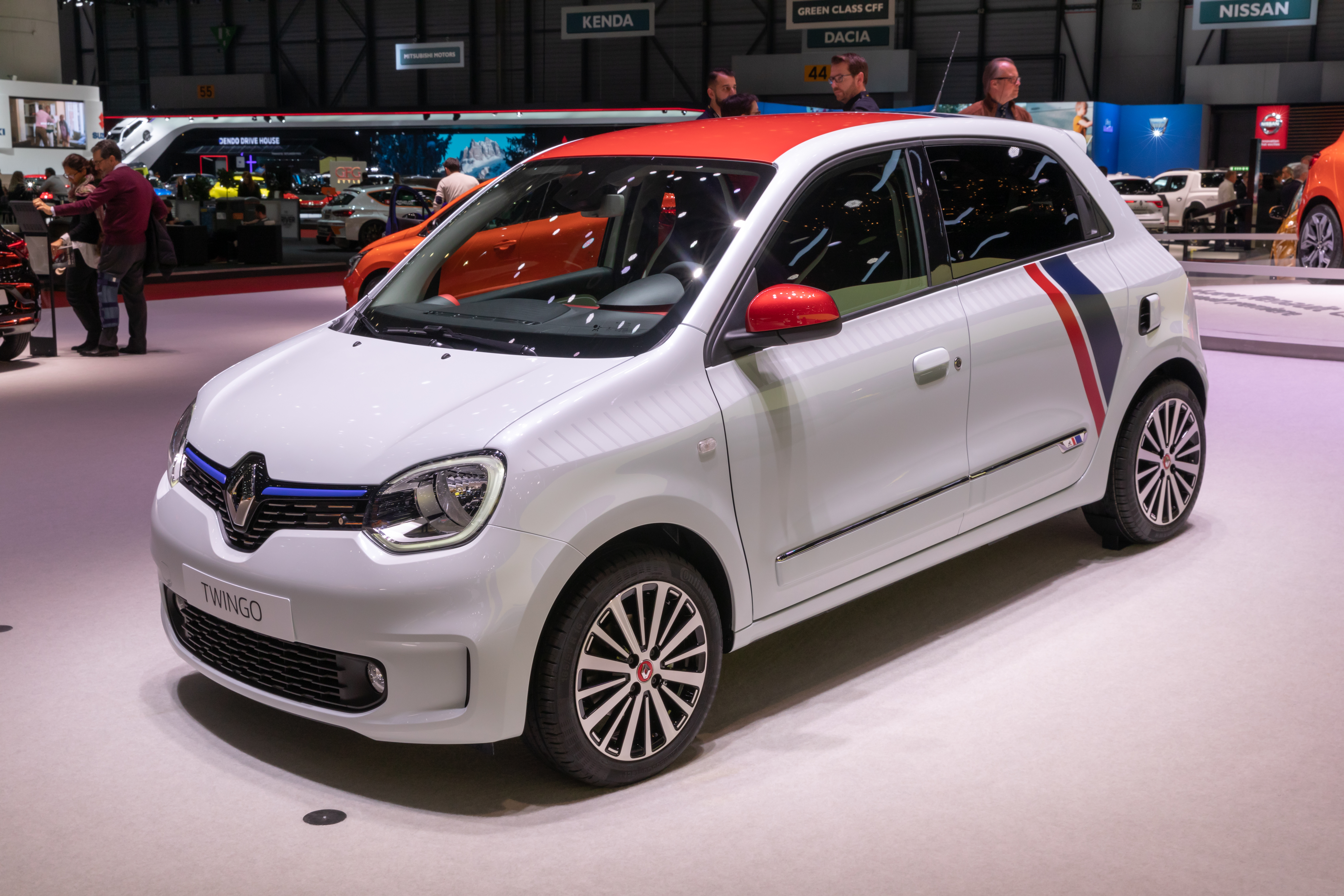
Lateral do Renault Twingo (com facelift de 2019)